# Desmond Howard
Pour les articles homonymes, voir Howard.
College Football Hall of Fame 2010
(en) Statistiques sur pro-football-reference
Desmond Kevin Howard, né le 15 mai 1970 à Cleveland, est un joueur américain de football américain.
Il remporte le trophée Heisman en 1991.
Actif professionnellement de 1992 à 2002, ce wide receiver, punt returner et kick returner joue en National Football League (NFL) et en Ligue canadienne de football (LCF). Il joue pour les franchises des Redskins de Washington (1992-1994), des Jaguars de Jacksonville (1995), des Packers de Green Bay (1996 et 1999), des Raiders d'Oakland (1997-1998) et des Lions de Détroit (2000-2002).
Il remporte le Super Bowl XXXI dont il est élu meilleur joueur.